# Arialis Martinez
Arialis Martinez (ur. 22 czerwca 1995) – portugalska lekkoatletka specjalizująca się w biegach sprinterskich, do kwietnia 2021 roku reprezentująca Kubę.
W 2013 zdobyła dwa złote medale (bieg na 100 i 200 metrów) podczas mistrzostw panamerykańskich juniorów. W 2014 była szósta w sprincie na 200 metrów podczas juniorskich mistrzostw świata w Eugene. Brązowa medalistka igrzysk Ameryki Środkowej i Karaibów w biegu rozstawnym 4 × 100 metrów (2014).
Złota medalistka mistrzostw Kuby i Portugalii oraz reprezentantka Portugalii na drużynowych mistrzostwach Europy.

## Osiągnięcia
| Rok                       | Impreza                                 | Miejsce        | Konkurencja             | Lokata      | Wynik  |
| ------------------------- | --------------------------------------- | -------------- | ----------------------- | ----------- | ------ |
| Reprezentacja: Kuba       |                                         |                |                         |             |        |
| 2013                      | Mistrzostwa panamerykańskie juniorów    | Medellín       | bieg na 100 metrów      | 1. miejsce  | 11,32w |
| 2013                      | Mistrzostwa panamerykańskie juniorów    | Medellín       | bieg na 200 metrów      | 1. miejsce  | 23,27  |
| 2014                      | Mistrzostwa świata juniorów             | Eugene         | bieg na 200 metrów      | 6. miejsce  | 23,48  |
| 2014                      | Igrzyska Ameryki Środkowej i Karaibów   | Xalapa         | bieg na 100 metrów      | 5. miejsce  | 11,55  |
| 2014                      | Igrzyska Ameryki Środkowej i Karaibów   | Xalapa         | bieg na 200 metrów      | 4. miejsce  | 23,57  |
| 2014                      | Igrzyska Ameryki Środkowej i Karaibów   | Xalapa         | sztafeta 4 × 100 metrów | 3. miejsce  | 44,19  |
| 2015                      | Igrzyska panamerykańskie                | Toronto        | bieg na 100 metrów      | półfinał    | 11,36w |
| 2015                      | Igrzyska panamerykańskie                | Toronto        | bieg na 200 metrów      | półfinał    | 23,08  |
| 2015                      | Mistrzostwa NACAC                       | San José       | bieg na 200 metrów      | eliminacje  | 23,82  |
| 2015                      | Mistrzostwa świata                      | Pekin          | bieg na 200 metrów      | eliminacje  | 23,35  |
| 2016                      | Młodzieżowe mistrzostwa NACAC           | San Salvador   | bieg na 200 metrów      | 2. miejsce  | 23,63w |
| 2016                      | Igrzyska olimpijskie                    | Rio de Janeiro | bieg na 200 metrów      | eliminacje  | 23,41  |
| Reprezentacja: Portugalia |                                         |                |                         |             |        |
| 2023                      | Halowe mistrzostwa Europy               | Stambuł        | bieg na 60 metrów       | 5. miejsce  | 7,17   |
| 2023                      | I dywizja drużynowych mistrzostw Europy | Chorzów        | bieg na 100 metrów      | 8. miejsce  | 11,30  |
| 2023                      | I dywizja drużynowych mistrzostw Europy | Chorzów        | bieg na 200 metrów      | 6. miejsce  | 23,12  |
| 2023                      | Mistrzostwa świata                      | Budapeszt      | bieg na 100 metrów      | eliminacje  | 11,47  |
| 2024                      | Mistrzostwa Europy                      | Rzym           | bieg na 100 metrów      | eliminacje  | 11,65  |
| 2025                      | World Athletics Relays                  | Kanton         | sztafeta 4 × 100 metrów | repasaże    | 44,16  |
| 2025                      | I dywizja drużynowych mistrzostw Europy | Madryt         | sztafeta 4 × 100 metrów | 11. miejsce | 43,44  |

## Rekordy życiowe
- Bieg na 60 metrów (hala) – 7,17 (2023) rekord Portugalii
- Bieg na 100 metrów – 11,17 (2023) / 11,12w (2021)
- Bieg na 200 metrów – 23,05 (2023) / 23,04w (2021)

W 2012 biegła na czwartej zmianie kubańskiej sztafety 4 × 200 metrów, która wynikiem 1:35,50 ustanowiła aktualny rekord kraju w tej konkurencji.